# Svalovec stočený
Svalovec stočený (Trichinella spiralis Owen, 1833) je parazitická hlístice, jejímž hostitelem jsou savci (včetně člověka) a ptáci. Onemocnění způsobené larvami těchto červů se nazývá trichinelóza. U člověka jde o nebezpečné onemocnění, jež má příčinu vždy v konzumaci syrového nebo polosyrového masa.

## Vývojový cyklus trichinel

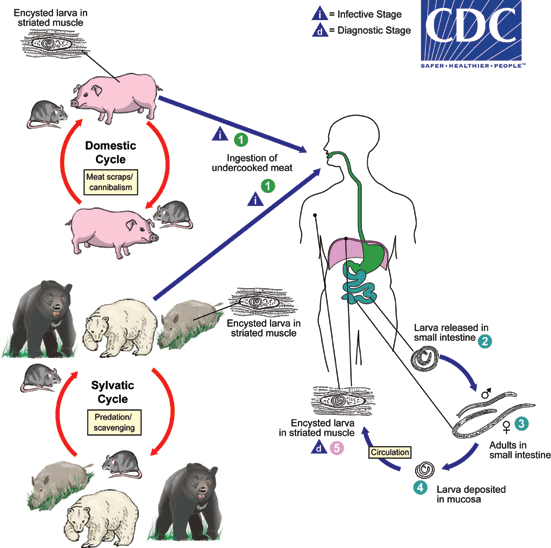
Vývojový cyklus trichinel.

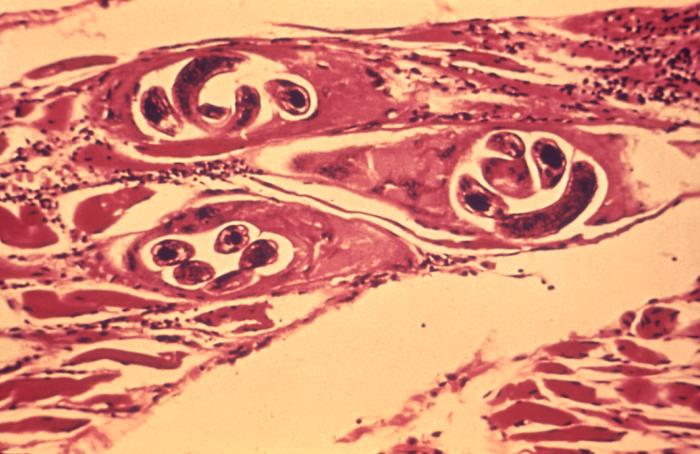
Cysty Trichinella spiralis.

Trichinely jsou biohelminté, přičemž v jejich životním cyklu chybí exogenní fáze (tzn. nevyskytují se ve vnějším prostředí mimo hostitele). Zvláštností jejich složitého vývojového cyklu je, že jeden hostitel může sloužit jako definitivní hostitel a mezihostitel zároveň, ale v jiných případech může mít svalovec až tři mezihostitele. Nejčastějšími mezihostiteli jsou potkani, jejichž konzumací se nakazí divoká nebo domácí prasata, případně šelmy. Konzumací nedostatečně tepelně upraveného masa z infikovaného prasete se svalovcem může nakazit i člověk.
Definitivní hostitel se nakazí pozřením syrového nebo nedostatečně tepelně upraveného masa obsahujícího živé, infekční larvy. Po natrávení v žaludku hostitele se larvy uvolní, přecházejí do tenkého střeva, kde do 2–6 dní pohlavně dospívají. Po kopulaci se samice zavrtávají do střevní sliznice, kde vyprodukují 200–1600 larev L1 o velikosti 100 µm. Samice žijí ve střevě 4–6 týdnů. Vylíhnuté larvy poté pronikají do lymfatické soustavy a dále do krve, která je roznese do příčně pruhované svaloviny po celém těle. Larvy v příčně pruhované svalovině narušují myofibrily svalů, rostou a postupně se opouzdří (vytvoří ochranný obal-kapsulu). Kapsuly jsou oválného až citrónovitého tvaru. Takto opouzdřené larvy v kapsule jsou životaschopné, respektive infekceschopné až 10 let (u lidí až 30 let).[zdroj?] Další jedinec se nakazí pozřením svaloviny s opouzdřenými larvami.